# Kambódža

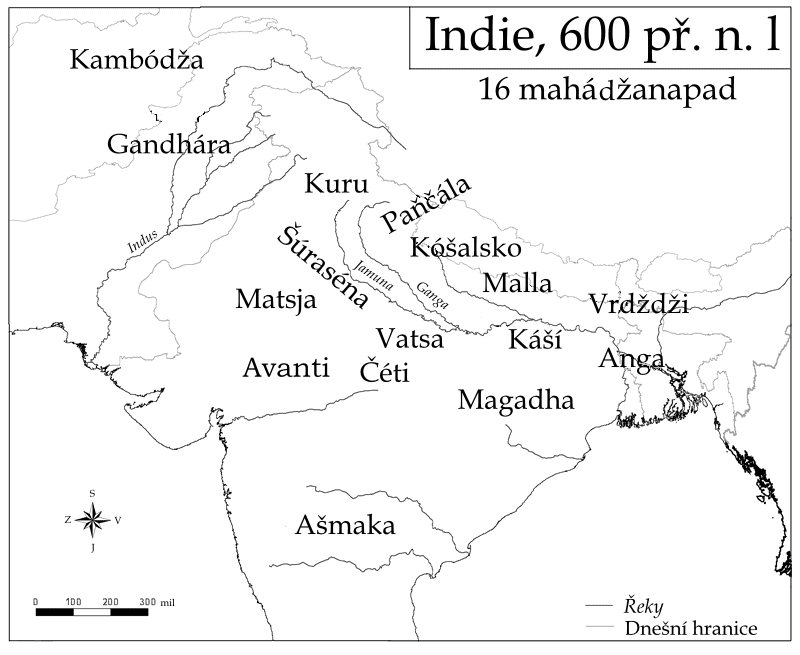
Mapa mahádžanapad, stát Kambódža lze spatřit na severozápadě

Kambódža bylo malé království, známé především z Mahábháraty, které se v době starověku nacházelo v oblasti centrální Asie. Kambódžané byli známí svými kvalitními koňmi, které mimo jiné používali ve válce s Arjávartou (severoidnické království védského období). V legendární bitvě u Kurukšétry stáli najatí žoldnéři z řad Kambódžanů jak na straně Pánduovců, tak Kuruovců.
V Mahábháratě je Kambódža občas označována za republiku či zemi bez krále s volenými vůdci. Země bez krále se jinak označuje slovem aratta. Tímto pojmem se však označují i západní království v oblasti okolo Kambódži jako bylo království Madra či Gandhára. Jiný pojem pro označení západních království je báhika („stojící vně“). Pojem tak naznačoval, že kultury byly vně, mimo kultury védské (jako království Kuruů, Paňčála či další země Indoganžské nížiny).
Bezprostřední sousední zemí Kambódži byla Gandhára, se kterou Kambódža patřila mezi tzv. 16 mahádžanapad, tedy šestnáct relativně malých státním útvarů rozkládající se na Indickém subkontinentu za dob Gautamy Buddhy. Hlavním pramenem, který pojednává o Kambódžském království, je Mahábhárata.